# Horch (Band)
Horch, auch Gruppe Horch, ist eine Folkband, die 1979 in Halle/Saale gegründet wurde. In der DDR gehörte sie zu den populärsten Bands dieses Genres.

## Bandgeschichte
Horch wurde 1979 als Amateurband gegründet. Fünf Jahre später wurden die Mitglieder zu professionellen Musikern. Die erste Langspielplatte von Horch, Der Lautenschläger, erschien 1987 beim DDR-Plattenlabel Amiga. Eine LP mit Weihnachtsliedern namens Maria durch den Dornwald ging kam 1989 ebenfalls bei Amiga heraus. Damit gehört Horch zu den wenigen DDR-Folkbands, die überhaupt Langspielplatten veröffentlichen konnten. Zur Band gehörten damals Klaus Adolphi, Andreas Fabian, Rainer-Christoph Dietrich und Stefan Wieczoreck; bis 1986 Detlef Schubert.
Im Dezember 1989 ging Horch erstmals auf Englandtournee. Zwei Jahre später erschien das Album Mittelalternativ, mit dem ein Schwenk in Richtung Musik der Mittelalterszene vollzogen wurde. Die Band gab zusammen mit der britischen Band Jethro Tull Konzerte und nahm am Tanz&FolkFest in Rudolstadt, dem größten deutschen Folkfestival, teil. 1995 erschien das vierte Album, Branntewein nebst Mägdeleyn, 1996 dann Barbaren. Im Folgejahr trat Horch erneut auf dem TFF.Rudolstadt und mit Jethro Tull auf deren Deutschlandtournee auf. Das sechste Album hieß Schockschwerenot und erschien 1998. 2003 wurde dann Nachtgesang, 2005 Best of HORCH live veröffentlicht. Zusammen mit der Folk-Rock-Band The Aberlour’s, bei der Klaus Adolphi ebenfalls Mitglied ist, trat Horch 2008 mit dem Jethro-Tull-Frontmann Ian Anderson und der Staatskapelle Halle in Halle auf. Die Band spielt in derselben Besetzung wie 1989, verstärkt durch den Schlagzeuger Ralph Schneider.
2010 spielten sie auf dem Crana Historica in Kronach, 2011 auf dem Wacken Open Air in Wacken und dem Festival Mediaval in Selb.

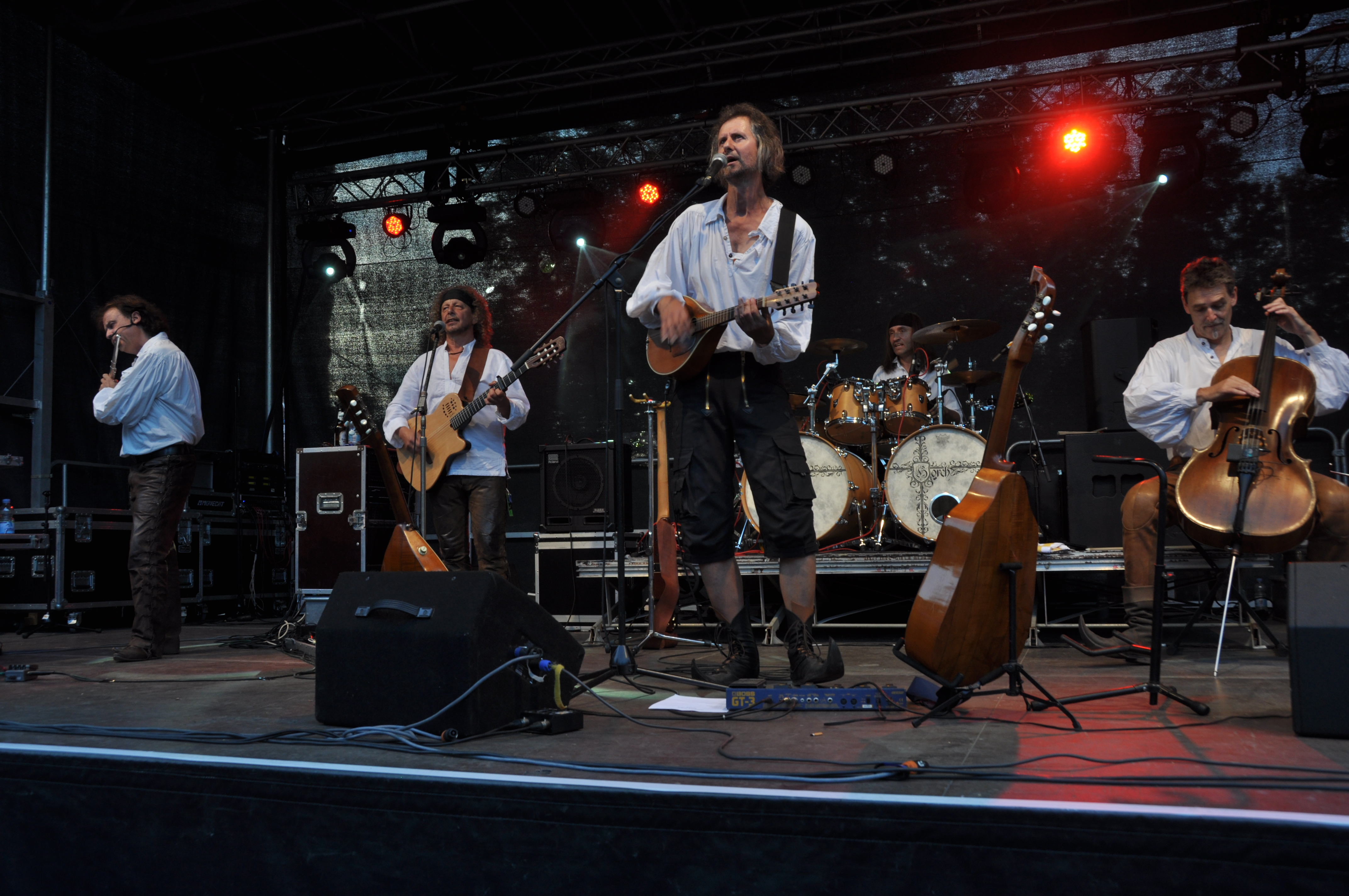
Horch beim Folk am Neckar 2014

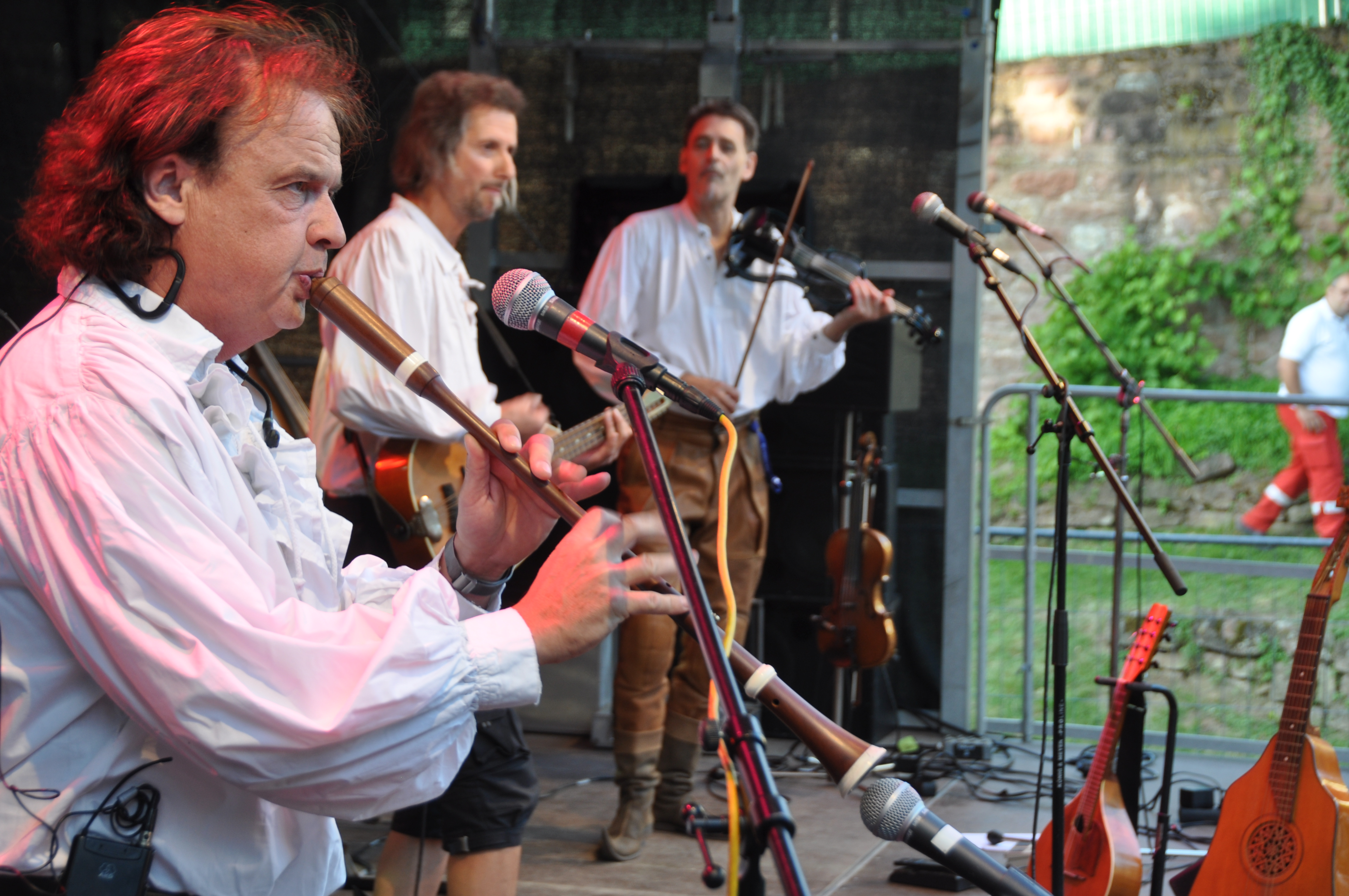
Horch beim Folk am Neckar 2014

## Diskografie

### LPs
- 1987: Der Lautenschläger (Amiga, auch als CD)
- 1988: Shakespeare – Romeo und Julia (Amiga, Hörspiel mit Musik von Horch)
- 1989: Maria durch den Dornwald ging (Amiga, 1991 auch als CD)

### CDs
- 1991: Mittelalternativ (auch als LP)
- 1995: Branntewein nebst Mägdeleyn (unplugged)
- 1996: Barbaren
- 1998: Schockschwerenot
- 2003: Nachtgesang
- 2005: Best of HORCH live
- 2014: Die Hallesche Störung